# Chropyně (stacja kolejowa)
Chropyně – stacja kolejowa w Chropyně, w kraju zlińskim, w Czechach. Znajduje się na wysokości 195 m n.p.m.
Na stacji istnieje możliwość zakupu biletów na wszystkiego rodzaju pociągi oraz rezerwacji miejsc. 

## Linie kolejowe
- 300 Brno - Přerov